# Княжполь (Львовская область)
Княжполь (укр. Княжпіль) — село в Добромильской городской общине Самборского района Львовской области Украины.
Население по переписи 2001 года составляло 650 человек. Занимает площадь 1,42 км². Почтовый индекс — 82045. Телефонный код — 3238.

## Известные уроженцы
- Крвавич, Дмитрий Петрович (1926—2005) — украинский советский скульптор, педагог, профессор Львовской академии искусств, старший научный сотрудник отдела искусствоведения Института народоведения НАН Украины. Народный художник УССР (1990). Лауреат Государственной премии Украины имени Т. Шевченко (1972).